# Пръстен
Вижте пояснителната страница за други значения на Пръстен.
Пръстен е вид бижу, което се носи на пръста на ръката или крака. И мъжете, и жените носят пръстени, макар да е много по-често явление при жените. Те могат да са направени от метал, дърво, пластмаса, стъкло, кост или друг материал. Най-често използваните метали са злато – жълто или бяло и сребро. Също така може да са украсени с полускъпоценен или скъпоценен камък, като сапфир, диамант или рубин. Годежните пръстени и сватбените халки се носят на безименния пръст. В България преди церемонията на брака годежния пръстен се носи на дясната ръка, а по време на самата сватба се премества на лявата ръка. В САЩ се носи на лявата ръка. Някои от пръстените са гравирани, а други може да имат и други функции, например пръстен-часовник. Пръстените могат да имат и символично значение.

## История
Най-ранните открити пръстени датират от 3000 г. пр.н.е. от Индската цивилизация. Занаятчийници с малки халки са открити в района на Лотхал, Индия.
Пръстени са открити и в гробниците на Ур, датиращи от 2500 г. пр.н.е. Хетите са правели пръстени, включително такива с печат, но само няколко от тях са открити. Жителите на Старото египетско царство са носели различни пръстени на ръцете си. Египтяните правят метални пръстени, но също и такива от фаянс, които понякога са се подарявали като новогодишни подаръци. Пръстените стават по-широк разпространени и с по-сложен дизайн по време на Средното египетско царство. Местните стилове са наследени от гръцката и римската мода по време на Птолемеите.
Пръстените в Архаична Гърция в известна степен са повлияни от египтянските пръстени, макар да имат по-малко значение и като цяло не се използват за печат. Липсата на местно злато означава, че пръстените в източните колонии се правят главно от сребро и бронз, докато в Етрурия се използва злато.
През класическия период се наблюдава изместване от бронза към по-широкото възприемане на среброто и златото. Най-често срещаният дизайн през този период включва объл камък върху пръстена.
По време на ранния и средния период на Римската империя (първите два века от н.е.) обичайният римски пръстен е съставен от дебела халка, изтъняваща директно в малко по-широка рамка. Гравиран овален камък се е поставял в рамката, като горната част на камъка се е издигала много малко над околния материал на пръстена. През следващите векове римските пръстени стават все по-сложни.
През Късното Средновековие се поражда модата на множество пръстени на всяка ръка или всеки пръст. По това време пръстените се правят основно от медни сплави, сребро или злато. Скъпоценните камъни стават популярни след 1150 г., заедно с вярванията, че определени камъни имат способността да помагат или да защитават носещия ги по различни начини. След 13 век все по-важни стават пръстените с печат, тъй като все повече документи трябва да бъдат подпечатвани.

## Галерия
- Пръстен с рубин
- Пръстен с печат
- Годежен пръстен
- Брачни халки
- Епископски пръстен
- Траурен пръстен
- Пръстен за крак